# Władysław Tarnowski
Władysław Tarnowski (født 4. juni 1836, død 19. april 1878) var en polsk komponist og pianist; romantisk digter, skuespilforfatter, essayist, og oversætter. Han var også en rejsende.
Władysław Tarnowski var det ældste barn i en søskendeflok på tre børn, (Władysław (1836-1878), landskabsmaler Stanisław (1838-1909),  Maria Józefa (1840-1938), han hadde også fire halvsøsken.). Tarnowskis far, Walerian Spicymir, stammede fra en jordsejerfamilie fra Dzików i Kongeriget Galicien og Lodomerien og var ejer af Wróblewice (i dag Вороблевичі i Ukraine) og Śniatyka m.fl. Hans mor, Ernestyna Tarnowska, var født i Drążgów.
Som et lille barn blev han elev hos organisten ved i den lokale kirke.  Władysław Tarnowski studerede jura og filosofi i Kraków. Han er uddannet fra Universitet Jagielloński i 1857. Senere han studerede ved konservatoriet i Paris, hvor han var elev af Daniel Auber.  Han afbrød sine studier i 1863 og deltog i Januaropstanden, (han var en hemmelig kurer, han komponerede en sang: A kto chce rozkoszy użyć, eller Jak to na wojence ładnie, 1863, ("Hvor' det på krig pænt") i dag spilles denne sang under statlige ceremonier i og han tjente i en eliteenhed Żuawi śmierci (Zouaves af Døden). Senere han studerede ved konservatoriet i Leipzig og studerede hos Liszt i Rom.
Ideerne og inspirationen til hans værker stammer fra lokale legender, og fra rejseoplevelse. Władysław Tarnowski rejste meget og døde under rejsen rundt i verden.

## Værker

### Musikværker
- Trois Mazurkas pour Piano, (Tre mazurkaer for klaver), omkring 1870.
- Chart sans paroles, 1870.
- Valse-poeme, 1870.
- Fantazie-Impromptu
- Impromptu „L’adieu de l’artiste”, omkring 1870.
- Souvenir de la Canée,1870.
- Polonez dla Teofila Lenartowicza, 1872
- Grande Polonaise (quasi Rhapsodie symphonique Polonaise I) composée et dediée à son ami T. Lenartowicz, 1874.
- Sonate à son ami Br. Zawadzki, omkring 1875.
- Extases au Bosphor, fantasie rapsodie sur les melodies orientales, opus 10, omkring 1875.
- Marsz żałobny z osobnej całości symfonicznej poświęcony pamięci Augusta Bielowskiego, (Begravelsesmarsch), 1876.
- Ave Maria, 1876.
- Pensée funebre, udgivet før 1878.
- Andantino pensieroso, 1878 (posthum udgave).

#### Nocturnes
- Nocturne dédié à sa soeur Marie,
- Nuit sombre.
- Nuit claire.

#### Kammermusik
- Quatour Re-majeur pour Deur Violons, Viola et Violonceller, 1874.
- Fantaisie quasi Sonate.
- Souvenir d’un ange, omkring 1876.[10]

#### Stykker for orkester
- Symfonia d’un drammo d’amore, 1871.
- Karlińscy, 1874.
- Joanna Grey, 1875.
- Achmed oder der Pilger der Liebe eller Achmed, czyli pielgrzym miłości, (Ahmed eller Kærlighedens Pilgrim , opera), 1875.

#### Sange
- A kto chce rozkoszy użyć, eller Jak to na wojence ładnie, 1863, ("Hvor' det på krig pænt", sangtekster af Władysław Tarnowski).
- Herangedämmert kam der Abend, (sangtekster af Heinrich Heine).
- Die Perle, (sangtekster af Władysław Tarnowski).
- Die Schwalben, (sangtekster af Władysław Tarnowski).
- Im Traum sah ich das Lieben, (sangtekster af Heinrich Heine).
- Ich sank verweint in sanften Schlummer eller Widzenie, (sangtekster af Władysław Tarnowski).
- Neig, o Schöne Knospe, (sangtekster af Mirza Schaffy Wazeh).
- Kennst du die Rosen, око 1870, (sangtekster af Władysław Tarnowski).
- Du Buch mit sieben Siegeln, omkring 1870, (sangtekster af Ludwig Foglár).
- Ob du nun Ruhst, omkring 1870, (sangtekster af Ludwig Foglár).
- Klänge Und Schmerzen, omkring 1870, (sangtekster af Robert Hamerling).
- Nächtliche Regung, omkring 1870, (sangtekster af Robert Hamerling).
- Strofa dello Strozzi e la risposttadi Michalangelo, (sangtekster af Filippo Strozzi og Michelangelo).
- Au soleil couchant, 1873, (sangtekster af Victor Hugo).
- Still klingt das Glöcklein durch Felder, eller Dźwięczy głos dzwonka przez pole, 1874, (sangtekster af Władysław Tarnowski).
- Alpuhara, 1877, (sangtekster af  Adam Mickiewicz).
- Mein kahn, пре 1878, (sangtekster af Johann von Paümann ps. Hans Max).[11]

### Litterære værker

#### Skuespillene
- Izaak, (Isak), 1871.
- Karlinscy, 1874.
- Joanna Grey, (Jane Grey), 1874.
- Ostatnie sądy kapturowe, 1874.
- Finita la comedia, 1874.

#### Digte
- Poezye studenta (1, 2, 3, 4, 1863-1865).
- Krople czary, 1865.
- Szkice helweckie i Talia, 1868.
- Piołuny, 1869.
- Nowe Poezye, 1872.